# Pazifischer Rotfeuerfisch
Der Pazifische Rotfeuerfisch (Pterois volitans) gehört zur Unterfamilie der Feuerfische. Er lebt im Pazifischen Ozean zwischen Malaysia, Neukaledonien und Japan und wird bis zu 38 Zentimeter groß. Sein Lebensraum sind Lagunen und Außenriffe. Wegen seiner Auffälligkeit wird er häufig in Schauaquarien gehalten. Seit Ende des 20. Jahrhunderts wird er als invasive Art auch im westlichen Nordatlantik von der Küste Floridas bis North Carolina beobachtet, wo er durch Aquarianer ausgesetzt wurde.

## Verhalten
Der Rotfeuerfisch ist bei Nacht aktiv, am Tag versteckt er sich häufig unter Überhängen. Nachts geht er auf Beutefang, indem er seine Beute (Fische und Krebse) mit seinen Brustflossen treibt und sie dann blitzschnell einsaugt (Saugschnapper). Der Pazifische Feuerfisch ist nicht scheu und schwimmt oft auf Taucher zu, aggressiv ist er jedoch nicht.

## Gift
Die stacheligen Strahlen seiner Rückenflosse enthalten ein starkes Gift, das sich in einem Hautsekret auf den Stacheln befindet. Feuerfische besitzen keine Giftdrüse und die Stacheln keinen Giftkanal.
Das Gift verursacht lokal extreme  Schmerzen, teilweise mit Ausstrahlung auf die gesamte betroffene Extremität, lokale Schwellungen, lokale Nekrosen, lokale Parästhesien eventuell auf die ganze betroffene Extremität übergehend. Weitere Symptome sind Blasenbildung, Angstzustände, Übelkeit, Erbrechen, Schwitzen, Dyspnoe, thorakale Schmerzen, abdominelle Schmerzen, Bewusstseinsstörungen, Bluthochdruck, Kollapszustände bis Synkopen, Rötung des Gesichtes, Kopfschmerzen, Desorientiertheit. Es gibt keine verbürgten Todesfälle durch den Stich eines Feuerfischs. Als Gegenmaßnahme wird die Pressure/Immobilization Technique sowie eine symptomatische Behandlung empfohlen.
Ein Großteil der Verletzungen durch Feuerfische betrifft Aquarianer.

## Abgrenzung
Die Abgrenzung gegenüber dem Indischen Rotfeuerfisch (Pterois miles) wurde klassisch über die für indische Variante als charakteristisch geltenden Augenflecken vorgenommen. Da dieses Farbmuster jedoch bei juvenilen Tieren beider Ozeane auftritt und im Alter mehr und mehr verblasst, wurde die Existenz zweier Arten von manchen Autoren bezweifelt. Kürzlich erfolgte molekulare Analysen zeigten allerdings, dass es sich bei beiden Feuerfischen zumindest um genetisch unterscheidbare Populationen handelt, die sich vor 2,4 bis 8,3 Millionen Jahren getrennt haben.

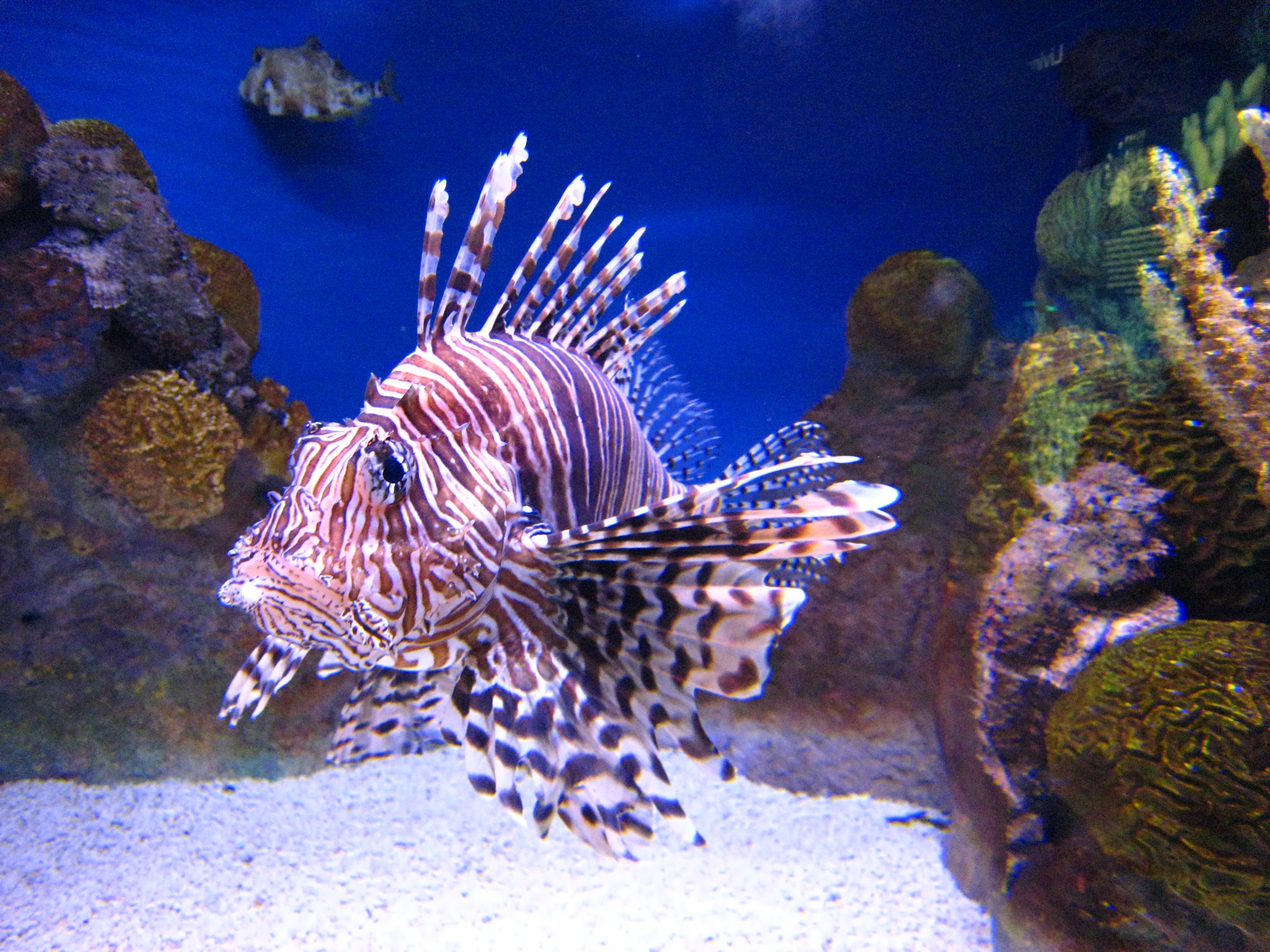
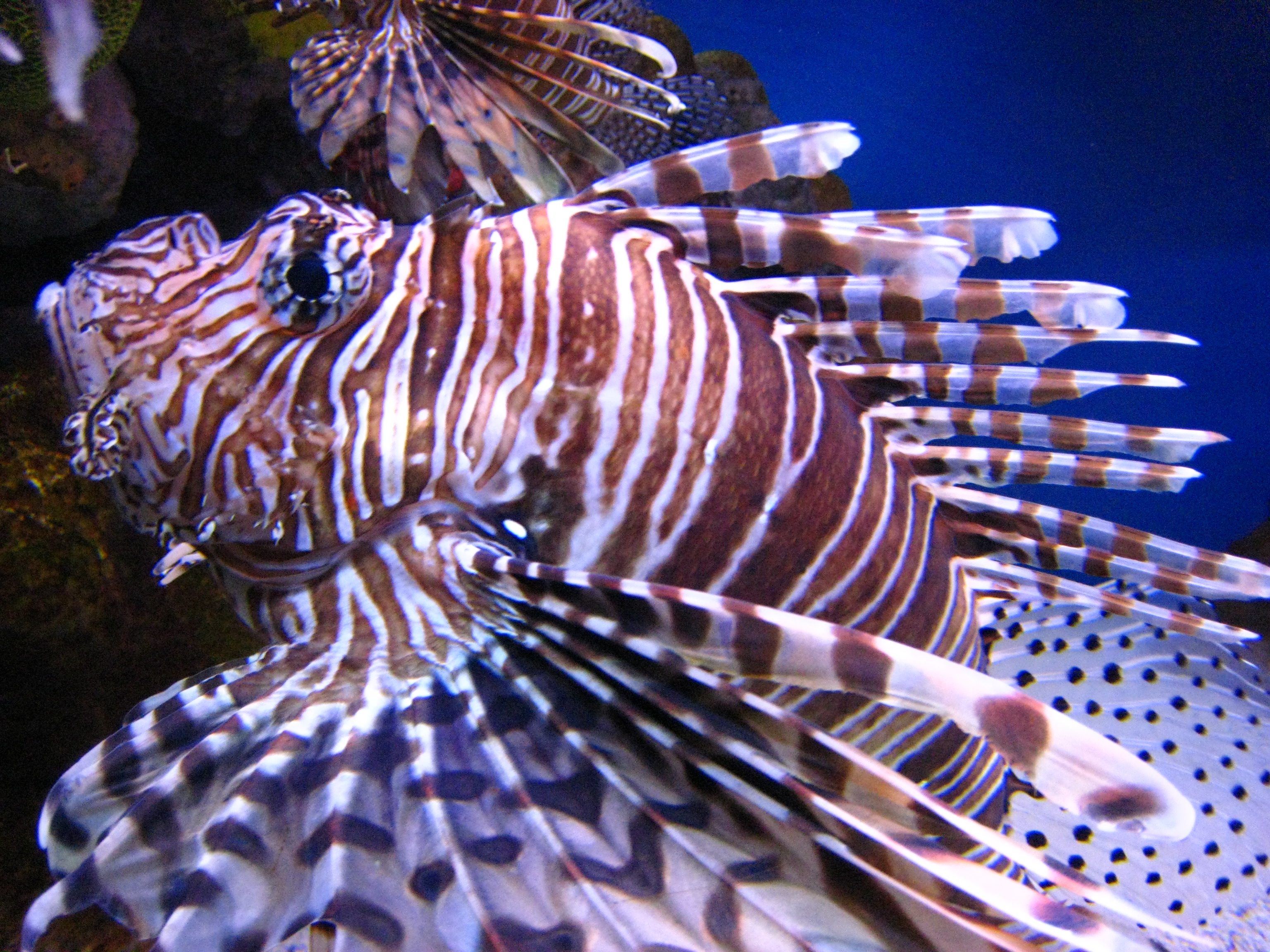
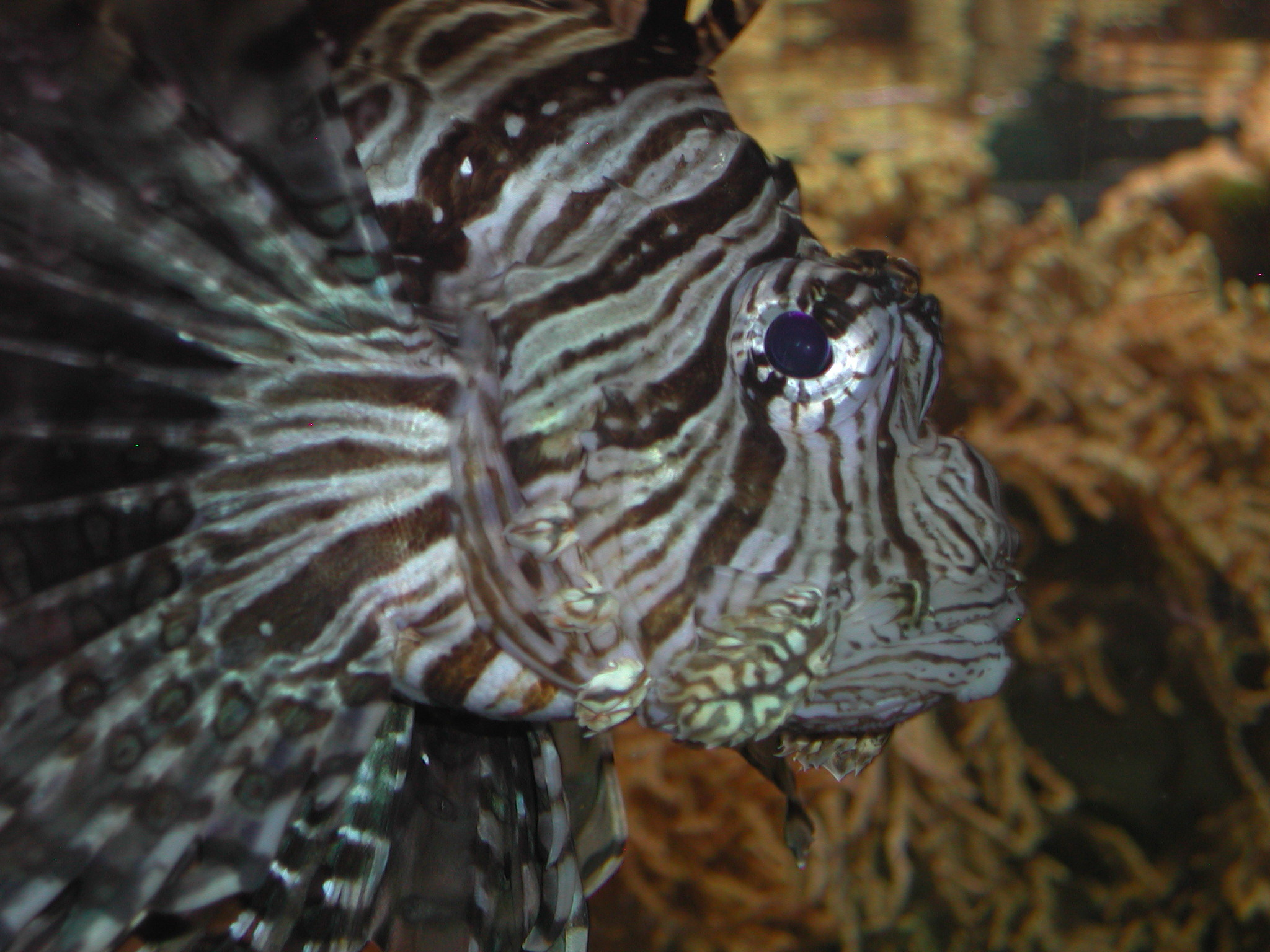
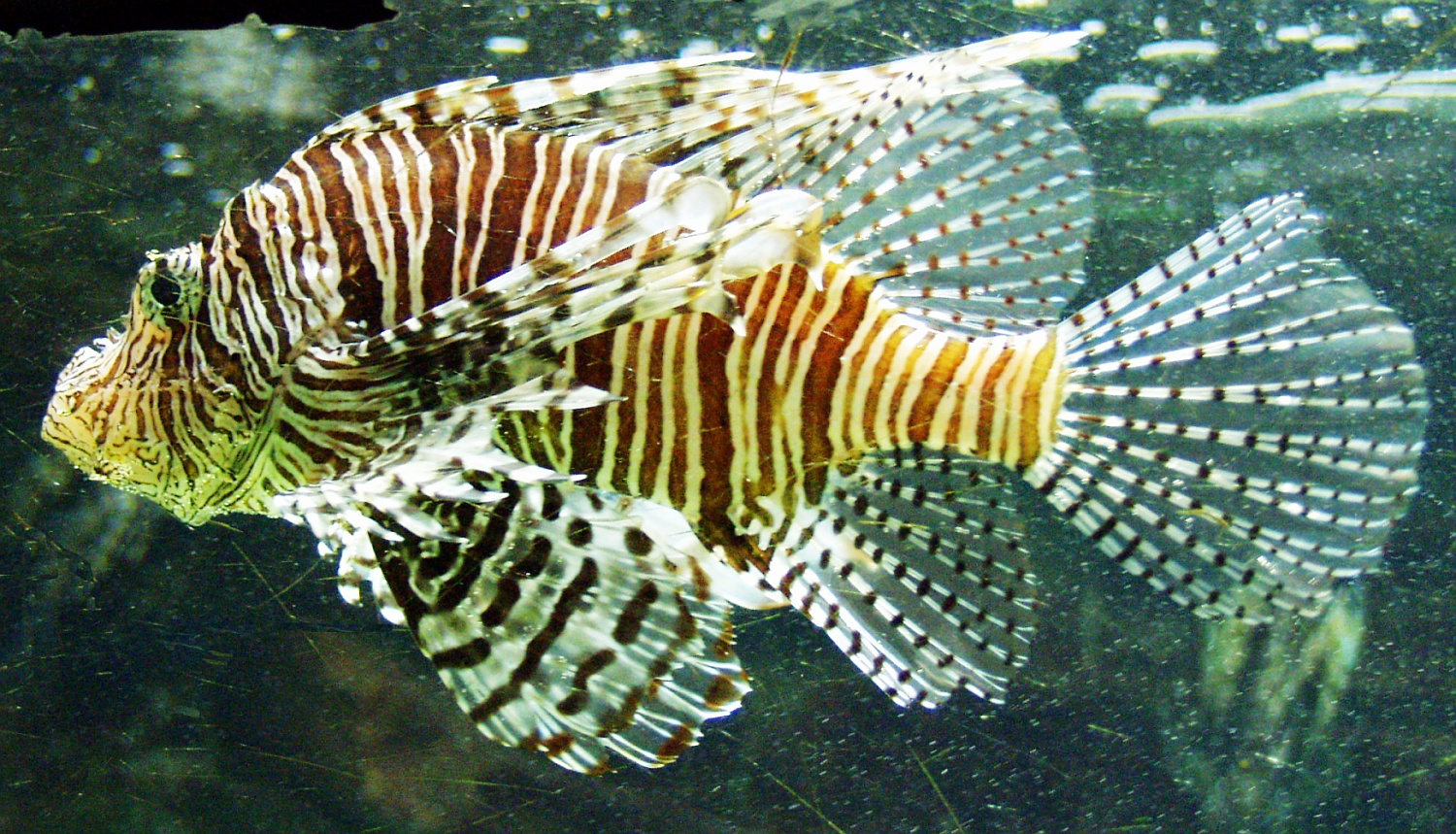
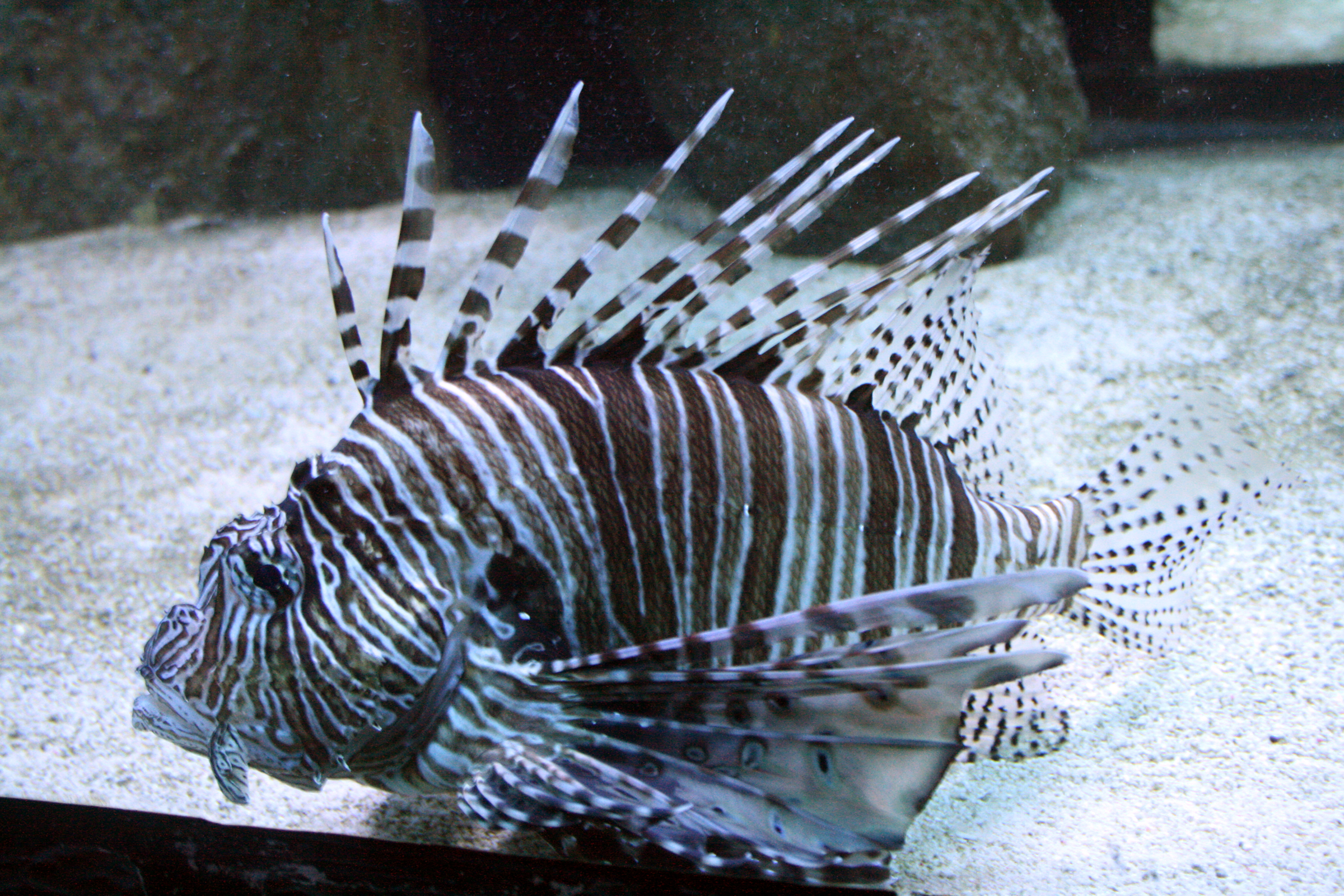
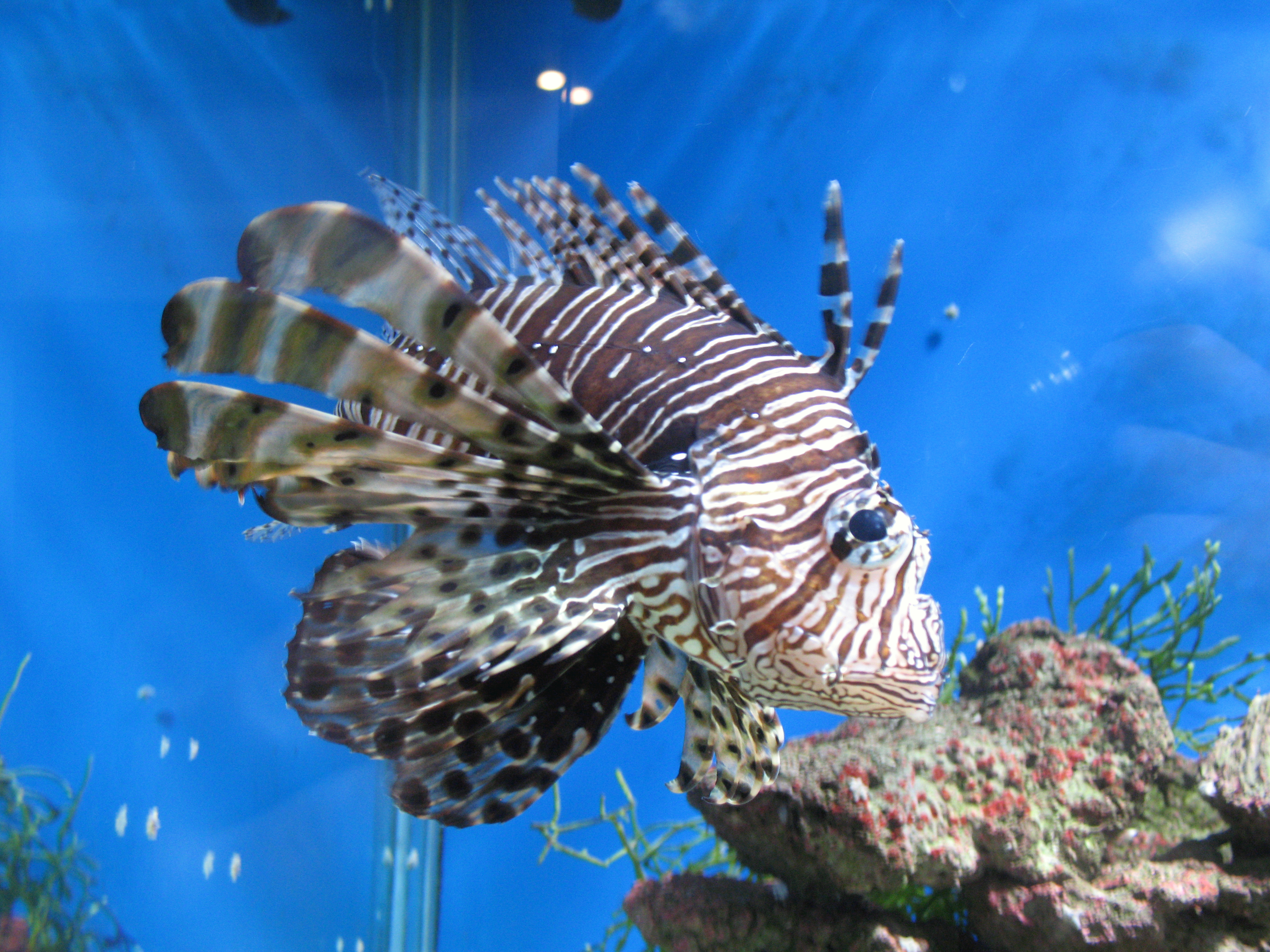
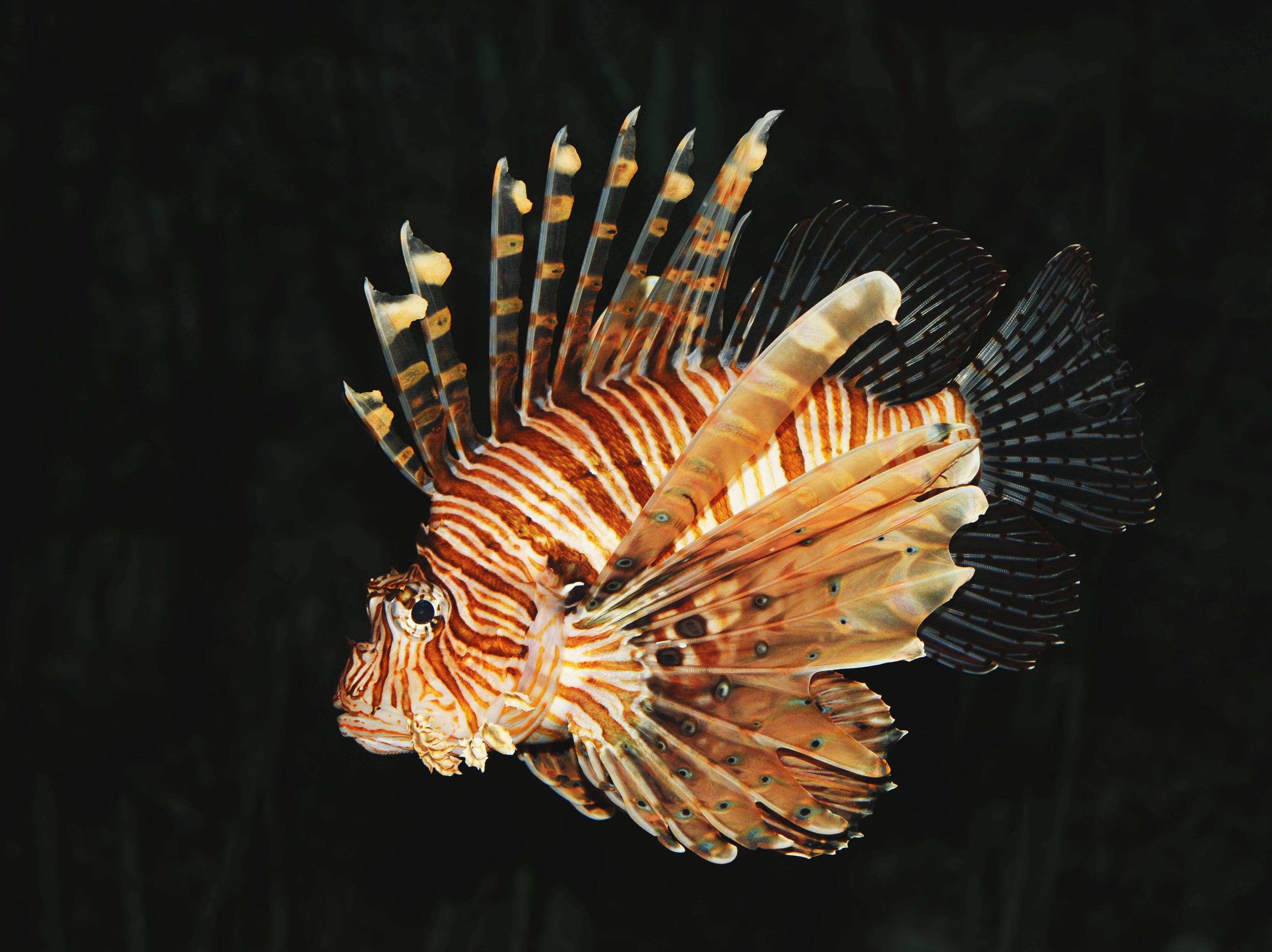